# Eidinghausen
Eidinghausen – dzielnica miasta Bad Oeynhausen w Niemczech, w kraju związkowym Nadrenia Północna-Westfalia, w rejencji Detmold, w powiecie Minden-Lübbecke. Po raz pierwszy wspominana jest w dokumentach w roku 1183. Jako gmina 1 stycznia 1973 została przyłączona do miasta Bad Oeynhausen i stała się jego dzielnicą.

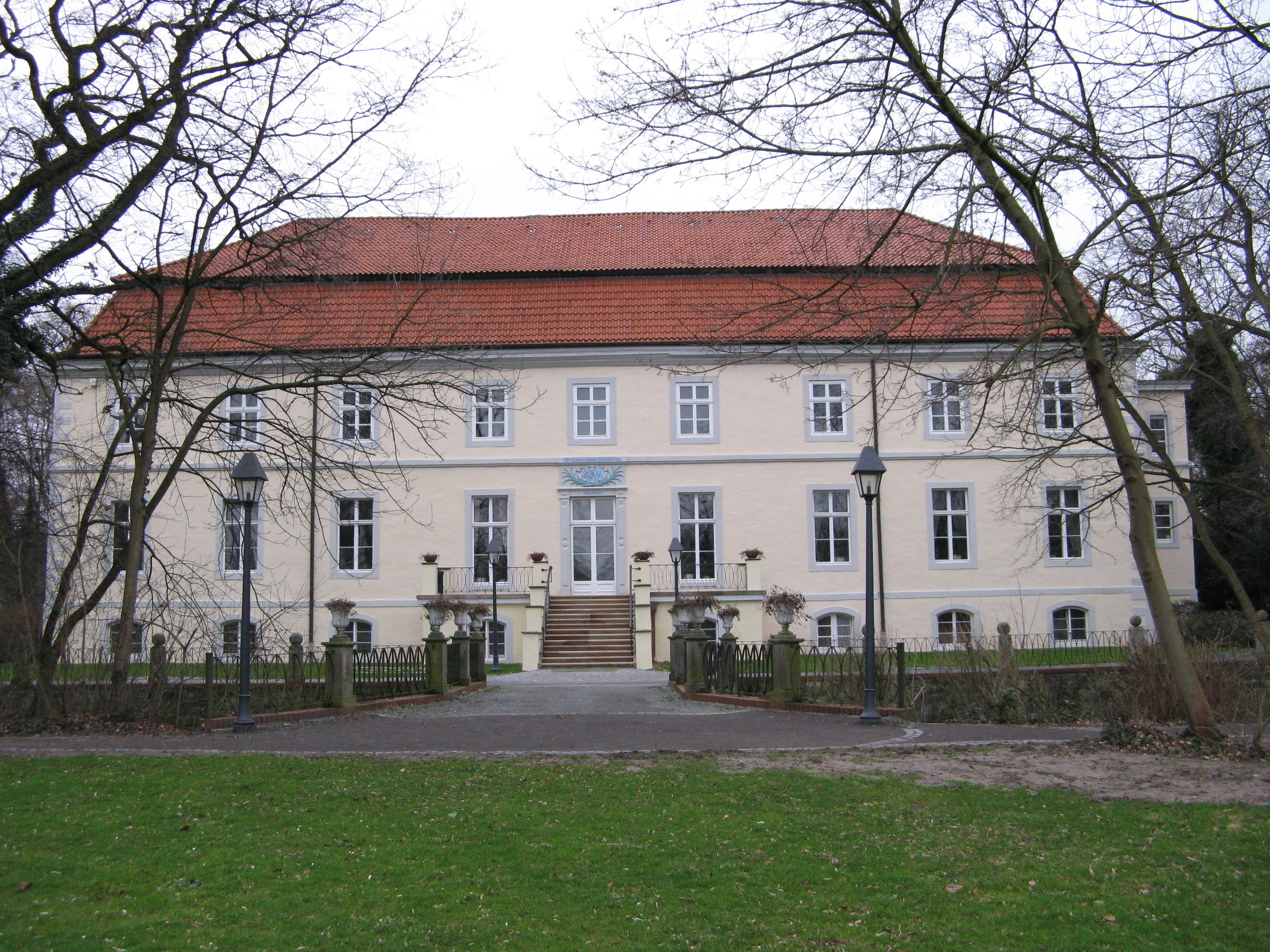
Zamek Ovelgoenne